# Leptodermis yui
Leptodermis yui är en måreväxtart som beskrevs av Hsien Shui Lo. Leptodermis yui ingår i släktet Leptodermis och familjen måreväxter. Inga underarter finns listade i Catalogue of Life.